# Новозеландски ћук
Новозеландски ћук (лат. Ninox novaeseelandiae undulata) изумрла је подврста птице из породице правих сова, ендемична за острво Норфок, аустралијске територије у Тасмановом мору између Аустралије и Новог Зеланда. Ово је изумрла подврста врсте Ninox novaeseelandiae. Међутим, иако изумро таксон, његови гени постоје у хибридном потомству последње женске јединке, која је последњи пут виђена 1996. године.

## Опис
Новозеландски ћук је по изгледу био веома сличан осталим тасманијским совама, личио је на малу браон јастребачу са ишараним перјем. Био је мањи, тамнији и имао је више црвене боје у односу на остале аустралијске сове, али је био мало већи од врста са Новог Зеланда. Женке су веће од мушкараца, што је изазвало потешкоће приликом парења са другим врстама ради очувања врсте.

## Станиште
Ова сова је живела на острвским суптропским шумама, које су већим делом искрчене крајем 19. века, доласком људи на та подручја. Већи део преостале шуме налази се на малом простору у националном парку на острву Норфок.

## Понашање

### Гнежђење
Гнездила се у шупљинама дрвећа. Забележено је да је ова сова полагала једно до три, најчешће два, јаја.

### Исхрана
Хранила се малим кичмењацима, нарочито птицама и сисарима, као и бескичмењацима.

## Статус и конзервација
Популација ове сове опадала је временом крчењем и модификацијом њеног шумског станишта, поготово сечењем великих дрвећа са одговарајућим шупљинама за њено гнежђење. Такође је постојала конкуренција око рупа са дивљим медоносним пчелама и доведеним пенантом. Године 1986. популација ове сове свела се на само једну јединку женског пола, названу “Миамити” по вођи једног племена са острва Норфок. Као део програма покушаја заштите и конзервације бар неких гена ове птице, или неких њених изолованих подврста, два мужјака новозеландске подврсте ћука (лат. Ninox novaeseelandiae novaeseelandiae) доведена су на острво да би се парила са женком. Узети су мужјаци са Новог Зеланда, а не из Аустралије, зато што је било откривено да су они ближи по својим особинама таксону са острва Норфок. Била су направљена и места за гнежђење. Један од доведених мужјака нестао је након једне године од довођења, али је други успешно оплодио женку, па је пар одгајао младе 1989. и 1990. године. Последњој женки из ове подврсте траг је изгубљен 1996. године, али је од тада настала мала популација од неколико десетина хибридних птица. Ове птице и њихови потомци наставили су да живе на острву.